# Cừu Charollais

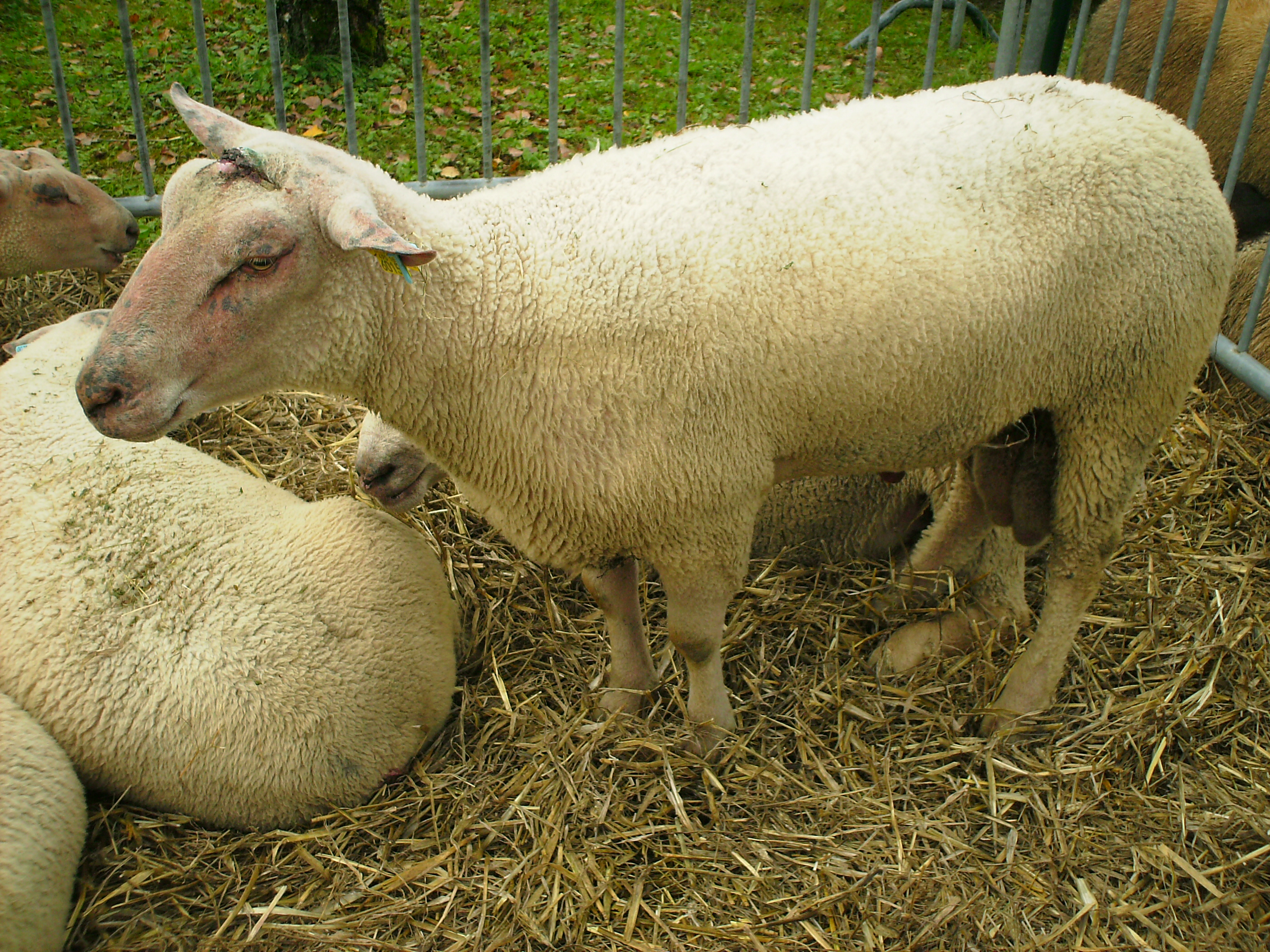
Cừu Charollais

Cừu Charollais là một giống cừu có nguồn gốc từ Pháp của khu vực Charolais. Chúng xuất hiện từ việc lai giữa cừu địa phương với cừu Leicester Anh từ Vương quốc Anh. Chúng là một giống cừu có nguồn gốc từ những con cừu nhà ở phía đông miền trung nước Pháp, trong cùng một khu vực, trong đó có nguồn gốc các đàn gia súc vùng Charollais, Charolles và Saône-et-Loire. Nó đã được xuất khẩu quốc tế, và được sử dụng phổ biến ở Vương quốc Anh như một đực giống để sản xuất những con cừu phục vụ cho thị trường từ con cừu cái thuần chủng.

## Lịch sử
Chúng xuất xứ từ vùng đồi núi Charolais ở miền Trung nước Pháp, là giống cừu bản địa đã có từ lâu đời. khi công nghiệp dệt phát triển, người ta đã đem lai giống cừu này với cừu Merino. Sau năm 1820, do ngành dệt không còn phát triển mạnh, người ta lại đem lai giống cừu này với cừu Leicester. Năm 1963 đã xây dựng hệ phổ, năm 1974, bộ nông nghiệp Pháp chính thức công nhận giống cừu này. Cừu Charolais được nuôi dưỡng ở Mỹ, Thụy Sĩ, Đức, chúng đều có các đặc điểm tỷ lệ sinh sản cao, tính năng lấy thịt tốt.
Cừu Charollaisđến từ khu vực Charolais ở Burgundy. Trong khu vực này, và trong miền núi Morvan lân cận lên tới cuối thế kỷ thứ mười tám, Morvan, một nguồn cung cấp thịt cừu địa phương tại thị trường Paris. Cừu Morvan một lần nữa trở nên phổ biến ở các trang trại khi các ngành công nghiệp len trải qua cuộc khủng hoảng đầu tiên của mình trong năm 1820 Trong thế kỷ XIX, các nỗ lực để cải thiện giống bằng cách lai cừu địa phương để giống cừu Leicester, nguồn gốc từ Anh.
Cừu Charollais là một giống cừu khỏe mạnh, thích nghi tốt với việc nuôi ngoài trời. Cừu Charollais đã không ngừng nỗ lực để vượt qua biên giới. Đây là một giống cừu rất phổ biến ở nước ngoài, đại diện cho 40 đến 50% của di truyền xuất khẩu sang Pháp. Giống vật nuôi được thường xuyên hướng tới Canada; Trung Quốc, Cộng hòa Séc, Anh, Thụy Sĩ hay Thổ Nhĩ Kỳ. Như vậy, 20 quốc gia đã có giống cừu Charollais tại thời điểm này.

## Đặc điểm
Đầu chúng có màu hồng nâu, cơ thể chúng dài về phía sau, hình nêm và nổi cơ bắp. Những cái chân của chúng có màu nâu, khá ngắn. Tại thời điểm trưởng thành, cừu đực nặng 135 kg (300 lb) và cừu cái nặng 90 kg (200 lb). Lông cừu thường nặng từ 2 đến 2,5 kg (4,4 và 5,5 lb) và có chiều dài khoảng 4–6 cm (1,6-2,4 in) với đường kính 29-30,5 microns. Chất lượng len tốt. Cừu đực thuần chủng sẵn sàng giao phối trong hầu hết các năm và duy trì khả năng này lâu dài. Nhiều con đực vẫn đang làm việc duy trì giống khi đang bảy tuổi và một số sống đến mười tuổi. Các con cừu cái có một mùa sinh sản khá lâu và sung mãn; Các con chiên có một tốc độ tăng trưởng nhanh chóng và cừu có thể được nhân giống lúc bảy tháng.
Chúng có một cái đầu cừu trắng đôi khi nhuốm màu đỏ hoặc màu xám. Chúng có kỹ năng làm mẹ rất tốt và sinh sản rất sung mãn. Hơn nữa lượng sữa tiết ra phong phú của con cừu mẹ cho phép con chiên tăng trưởng nhanh chóng. Nó cũng là một giống cừu khỏe mạnh, có khả năng thích ứng với khí hậu khác nhau. Tất cả những phẩm chất tốt đó làm cho giống cừu Charollais không chỉ phổ biến ở Pháp mà còn ở nước ngoài, nơi nó được phát triển nhanh chóng.
Trong các giống sử dụng cừu Charollais là giống chuyên thịt. Ở giống cừu này, con đực và con cái đều không có sừng, thân hình trụ, phần thân sau phát triển tốt, độ len lông 56-58, lông màu trắng và ngắn. Con đực trưởng thành nặng 100–150 kg, con cái trưởng thành nặng 75–95 kg, con cái lần đầu sinh có tỷ lệ cừu non là 130%-140%, đối với con cái đã từng sinh tỷ lệ này là 180-190%. Con mẹ tiết sữa nhiều, mẫu tính tốt, hoàn toàn có thể nuôi cặp cừu non song sinh. Để tăng khả năng sinh sản của cừu, bằng phương pháp là cho lai các giống địa phương với các giống cừu ngoại sinh sản tốt, cho thịt nhiều như các giống cừu: cừu Romanov, cừu Phần Lan Finish, cừu Charollais, cừu Suffolk, cừu Texel.
Trán chúng phẳng, xương mũi lồi ra, chúng có hố nước mắt, mõm của chúng mỏng, môi hoạt động, răng cửa sắc, nhờ đó chúng có thể gặm được cỏ mọc thấp và bứt được những lá thân cây mềm mại, hợp khẩu vị trên cao để ăn. Chúng có thói quen đi kiếm ăn theo bầy đàn, tạo thành nhóm lớn trên đồng cỏ. Trong da chúng có nhiều tuyến mồ hôi và tuyến mỡ hơn dê. Bởi thế chúng bài tiết mồ hôi nhiều hơn và các cơ quan hô hấp tham gia tích cực hơn vào quá trình điều tiết nhiệt. Mô mỡ dưới da của chúng phát triển tốt hơn dê và ngược lại ở các cơ bên trong của chúng có ít tích lũy mỡ hơn dê.

## Chăn nuôi
Chúng có tính bầy đàn cao nên dễ quản lý, chúng thường đi kiếm ăn theo đàn nên việc chăm sóc và quản lý rất thuận lợi. Chúng cũng là loài dễ nuôi, mau lớn, ít tốn công chăm sóc. So với chăn nuôi bò thì chúng là vật nuôi dễ tính hơn, thức ăn của chúng rất đa dạng, thức ăn của chúng là những loại không cạnh tranh với lương thực của người. Chúng là động vật có vú ăn rất nhiều cỏ.
Hầu hết chúng gặm cỏ và ăn các loại cỏ khô khác, tránh các phần thực vật có gỗ nhiều. Chúng có chế độ hoạt động ban ngày, ăn từ sáng đến tối, thỉnh thoảng dừng lại để nghỉ ngơi và nhai lại. Đồng cỏ lý tưởng cho chúng như cỏ và cây họ Đậu. Khác với thức ăn gia súc, thức ăn chính của chúng trong mùa đông là cỏ khô.
Chúng là loài ăn tạp, có thể ăn được nhiều loại thức ăn bao gồm thức ăn thô xanh các loại như: rơm cỏ tươi, khô, rau, củ quả bầu bí các loại, phế phụ phẩm công nông nghiệp và các loại thức ăn tinh bổ sung như cám gạo ngũ cốc. Mỗi ngày chúng có thể ăn được một lượng thức ăn 15-20% thể trọng. Chúng cần một lượng thức ăn tính theo vật chất khô bằng 3,5% thể trọng. Với nhu cầu 65% vật chất khô từ thức ăn thô xanh (0,91 kg) và 35% vật chất khô từ thức ăn tinh (0,49 kg). Khi cho chúng ăn loại thức ăn thô xanh chứa 20% vật chất khô và thức ăn tinh chứa 90% vật chất khô.
Nguồn nước uống là nhu cầu cơ bản của chúng. Lượng nước cần cho chúng biến động theo mùa và loại và chất lượng thực phẩm mà chúng tiêu thụ. Khi chúng ăn nhiều trong các tháng đầu tiên và có mưa (kể cả sương, khi chúng ăn vào sáng sớm), chúng cần ít nước hơn. Khi chúng ăn nhiều cỏ khô thì chúng cần nhiều nước. Chúng cũng cần uống nước sạch, và có thể không uống nếu nước có tảo hoặc chất cặn. Trong một số khẩu phần ăn của chúng cũng bao gồm các khoáng chất, hoặc trộn với lượng ít.

## Chăm sóc
Sau khi cho phối giống 16-17 ngày mà không có biểu hiện động dục lại là có thể cừu đã có chửa, Căn cứ vào ngày phối giống để chuẩn bị đỡ đẻ cho cừu (thời gian mang thai của cừu 146-150 ngày) nhằm hạn chế cừu sơ sinh bị chết; Có thể bồi dưỡng thêm thức ăn tinh và rau cỏ non cho cừu có chửa nhưng tuyệt đối tránh thức ăn hôi mốc; Khi có dấu hiệu sắp đẻ (bầu vú căng, xuống sữa, sụt mông, âm hộ sưng to, dịch nhờn chảy ra, cào bới sàn…) nên nhốt ở chuồng riêng có lót ổ rơm và chăn dắt gần, tránh đồi dốc.
Thông thường cừu mẹ nằm đẻ nhưng cũng có trường hợp đứng đẻ, tốt nhất nên chuẩn bị đỡ đẻ cho cừu; Sau khi đẻ cừu mẹ tự liếm cho con. Tuy nhiên, vẫn phải lấy khăn sạch lau khô cho cừu con, nhất là ở miệng và mũi cho cừu con dễ thở. Lấy chỉ sạch buộc cuống rốn (cách rốn 4–5 cm), cắt cuống rốn cho cừu con và dùng cồn Iod để sát trùng; Giúp cừu con sơ sinh đứng dậy bú sữa đầu càng sớm càng tốt (vì trong sữa đầu có nhiều kháng thể tự nhiên); Đẻ xong cho cừu mẹ uống nước thoải mái (có pha đường 1% hoặc muối 0.5%).
Cừu con trong 10 ngày đầu sau khi đẻ cừu con bú sữa mẹ tự do; Từ 11-21 ngày tuổi cừu con bú mẹ 3 lần/ngày, nên tập cho cừu con ăn thêm thức ăn tinh và cỏ non, ngon; 80-90 ngày tuổi có thể cai sữa. Giai đoạn này phải có cỏ tươi non, ngon cho cừu con để kích thích bộ máy tiêu hóa phát triển (đặc biệt là dạ cỏ) và bù đắp lượng dinh dưỡng thiếu hụt do sữa mẹ cung cấp không đủ; Cừu sinh trưởng và phát triển nhanh, mạnh ở giai đoạn này.

## Tham khảo

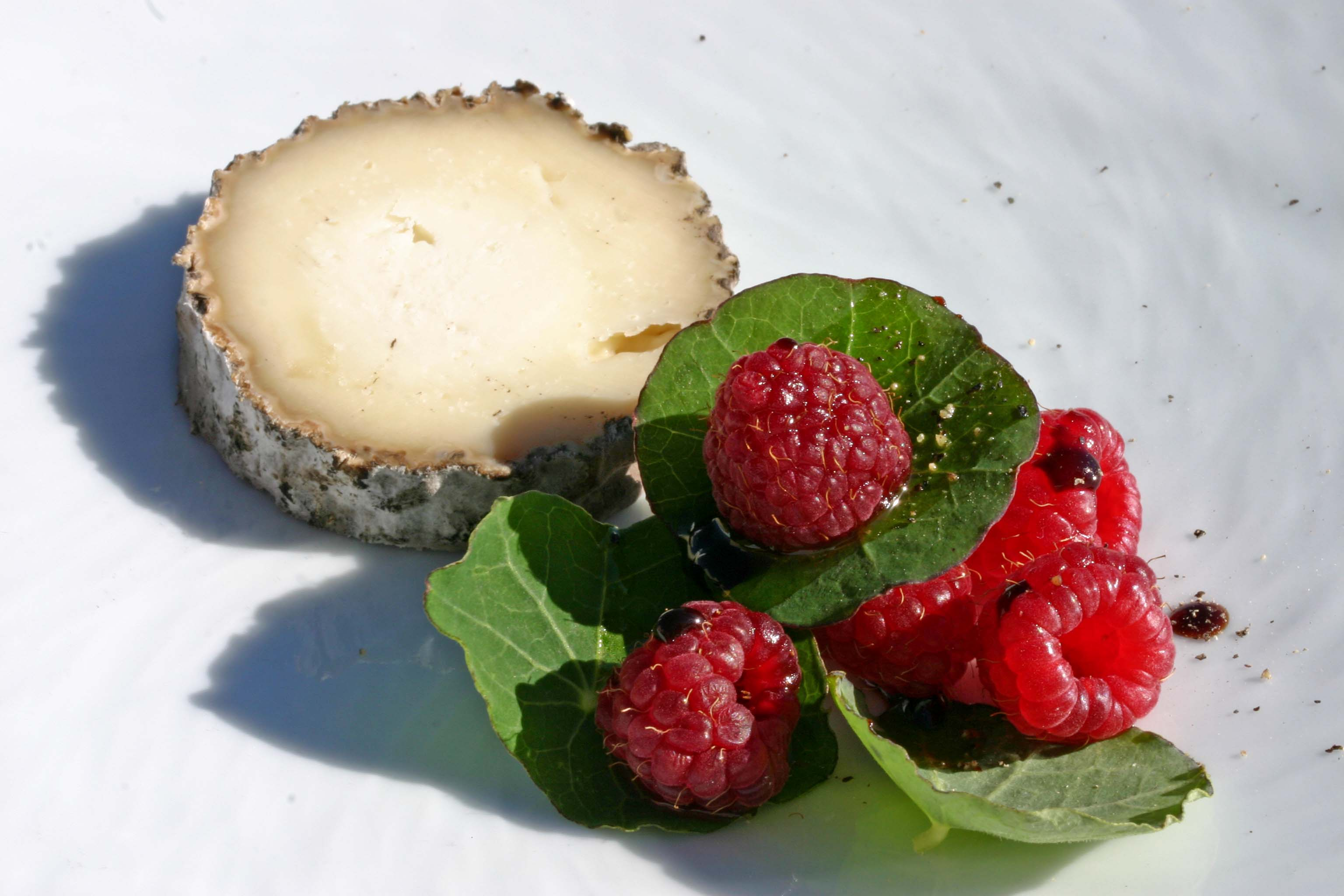
Phô mai từ cừu Charollais